# هاري لي دول
هاري لي دول (بالإنجليزية: Harry Lee Doll)‏ هو قسيس أمريكي، ولد في 1903، وتوفي في 1984.